# Jarque de la Val
Jarque de la Val è un comune spagnolo di 93 abitanti situato nella comunità autonoma dell'Aragona.